# Where Is the Love?
Where Is the Love? è un singolo del gruppo musicale statunitense The Black Eyed Peas, pubblicato il 12 maggio 2003 come primo estratto dal terzo album in studio Elephunk.
Il singolo ha segnato la prima pubblicazione con Fergie in formazione, portando il gruppo a divenire un quartetto. Nel 2003 è stato il brano musicale più venduto dell'anno e al 25º posto di quelli più venduti di tutti i tempi. L'anno successivo è stato premiato al 46° Grammy Award del 2004 quale migliore pezzo musicale nella sezione dedicata alle migliori collaborazioni con un artista rap.

## Descrizione
Il brano è stato scritto da will.i.am, Taboo, apl.de.ap, Justin Timberlake (che contribuisce a parti vocali aggiuntive), Ron Fair, P. Board, G. Pajon Jr, M. Fratantuno, e J. Curtis, e coprodotto da will.i.am e Ron Fair. In un'intervista rilasciata nel 2013 alla conduttrice Joanna Lumley di BBC, will.i.am e apl.de.ap hanno spiegato che il brano è nato a seguito degli attentati dell'11 settembre 2001 (mentre il gruppo era in tour) e avevano intenzione di comporre qualcosa che fosse di grande impatto al fine di sensibilizzare le persone di tutto il mondo.
Il testo si pone contro la guerra e affronta i diversi problemi che affliggono il mondo, compresi il terrorismo, la corruzione e il razzismo. Disturbati da questa situazione, il gruppo simula una telefonata a Dio (che ha la voce di Timberlake), chiedendogli "dov'è l'amore?" (il titolo della canzone). Molti hanno visto in questo brano una critica verso l'invasione dell'Afghanistan del 2001, che era avvenuta poco prima della pubblicazione del disco.
Nel 2016 esce una nuova versione della canzone intitolata #WHERESTHELOVE in collaborazione con grandi artisti come Justin Timberlake, Snoop Dogg, Mary J. Blige, Ty Dolla Sign, Jamie Foxx, Jessie J, French Montana, Usher, Nicole Scherzinger, DJ Khaled, Tori Kelly, Jaden Smith e tanti altri. Questa versione è stata promossa anche da un video, diretto da Michael Jurkovac, nel quale sono presenti, insieme ai membri dei Black Eyed Peas e ai cantanti di questa versione, anche alcune celebrità come Connie Britton, Lance Bass, Vanessa Hudgens, Quincy Jones, Olivia Munn, Daniel Sharman, Shailene Woodley, Carla Gugino, Charlie Carver, Max Carver, Russell Westbrook, Ben Barnes, Nikki Reed, Jessica Szohr e Kris Jenner.

## Video musicale
Il video inizia con Will.i.am e Apl.de.ap che cantano simulando una telefonata a Dio a cui chiedono dove si trovi l'amore sulla faccia della terra mentre fuggono per le strade di Los Angeles a bordo di un furgoncino. Seguono scene di violenza, intolleranza e disagio tra la gente che popola la città, mentre vengono distribuiti volantini con stampato sopra un punto interrogativo delimitato da un rettangolo bianco, per dare enfasi al ritornello con cui viene chiesto dove sia l'amore che porta la pace e la tolleranza tra gli uomini.

## Tracce
1. Where Is the Love?
2. Sumthin for That Ass
3. What's Goin Down
4. Where Is the Love? (Multimedia Track)

## Classifiche

### Classifiche settimanali
| Classifica (2003-16) | Posizione massima |
| -------------------- | ----------------- |
| Australia            | 1                 |
| Austria              | 1                 |
| Belgio (Fiandre)     | 1                 |
| Belgio (Vallonia)    | 19                |
| Danimarca            | 1                 |
| Francia              | 16                |
| Germania             | 1                 |
| Irlanda              | 1                 |
| Italia               | 3                 |
| Lussemburgo          | 5                 |
| Norvegia             | 1                 |
| Nuova Zelanda        | 1                 |
| Paesi Bassi          | 1                 |
| Regno Unito          | 1                 |
| Romania              | 1                 |
| Spagna               | 2                 |
| Stati Uniti          | 8                 |
| Stati Uniti (rap)    | 19                |
| Svezia               | 1                 |
| Svizzera             | 1                 |

### Classifiche di fine anno
| Classifica (2003) | Posizione |
| ----------------- | --------- |
| Australia         | 3         |
| Austria           | 10        |
| Belgio (Fiandre)  | 10        |
| Europa            | 2         |
| Irlanda           | 2         |
| Paesi Bassi       | 19        |
| Regno Unito       | 1         |
| Svezia            | 7         |
| Svizzera          | 2         |

## Cover
- Il gruppo britannico Busted ha composto una versione rock della canzone inserendola nel proprio album A Ticket for Everyone: Busted Live.
- Frances Wood, concorrente della trasmissione britannica The Voice UK nell'anno 2012, ha cantato Where Is The Love? scegliendo Will.i.am come coach.
- Il cantante giapponese Shō Sakurai ha riscritto il brano rendendolo parte del suo repertorio in un suo concerto del 2006.
- All'edizione 2011 dei Mnet Asian Music Awards Will.i.am e Apl.de.ap hanno cantato la canzone insieme alla cantante K-Pop e rapper CL (sostituendosi rispettivamente a Fergie e Taboo).
- A The X Factor Israel (2013) la partecipante Inbal Bibi ha cantato la canzone ricevendo commenti positivi.